# Redigobius balteatops
Redigobius balteatops är en fiskart som först beskrevs av Smith, 1959.  Redigobius balteatops ingår i släktet Redigobius och familjen smörbultsfiskar. Inga underarter finns listade i Catalogue of Life.